# Kemang Bandung
Kemang Bandung is een bestuurslaag in het regentschap Ogan Komering Ulu Selatan van de provincie Zuid-Sumatra, Indonesië. Kemang Bandung telt 494 inwoners (volkstelling 2010).